# Georges Caristan
Pour les articles homonymes, voir Caristan.
Georges Caristan est un directeur de la photographie et réalisateur français,.

## Biographie
D'ascendance guyanaise mais né au Vietnam, Georges Caristan est d'abord formé par Paulin Soumanou Vieyra puis il étudie le cinéma en France à l'IDHEC (ancêtre de la Fémis) et deviendra l'un des pionniers du cinéma sénagalais. 
Il est le premier chef-opérateur sénégalais, il travaille sur de nombreux films d'Ousmane Sembene, Mahama Johnson Traore, de Paulin Soumanou Vieyra.
Son fils Robert Caristan suivra sa voie et fera partie de la seconde génération des chefs-operateur sénégalais.

## Filmographie
Comme directeur de la photographie
- 1965 : Et la neige n'était plus de Ababacar Samb Makharam
- 1965 : Niaye de Ousmane Sembene
- 1975 : Xala de Ousmane Sembene
- 1971 : Emitaï de Ousmane Sembene
- 1974 : Garga M.bosse de Mahama Johnson Traore
- 1977 : Ceddo d'Ousmane Sembene
- 1983 : Caméra d'Afrique de Férid Boughedir[6]

Comme réalisateur
- 1963 : Les Pompiers de Dakar[7]